# Jackson Page
Jackson Page (Ebbw Vale, 8 de agosto de 2001) es un jugador de snooker galés.

## Biografía
Nació en la localidad galesa de Ebbw Vale en 2001. Es jugador profesional de snooker desde 2019. No se ha proclamado campeón de ningún torneo de ranking, y su mayor logro hasta la fecha fue alcanzar los octavos de final en varias ocasiones, a saber: los del Paul Hunter Classic de 2018 (perdió 2-4 contra Scott Donaldson), los del Masters de Europa de enero de 2020 (3-5 frente a Zhou Yuelong), los del Masters de Europa de septiembre de ese mismo año (0-5 ante Judd Trump) y los del Abierto de Irlanda del Norte de 2021 (3-4 frente a Ricky Walden). Tampoco ha logrado hilar ninguna tacada máxima, y la más alta de su carrera está en 141.